# Kurt Collien
Kurt Collien (* 16. März 1907; † 27. Juni 2002 in Hamburg) war ein deutscher Konzertagent und Theaterleiter.

## Leben

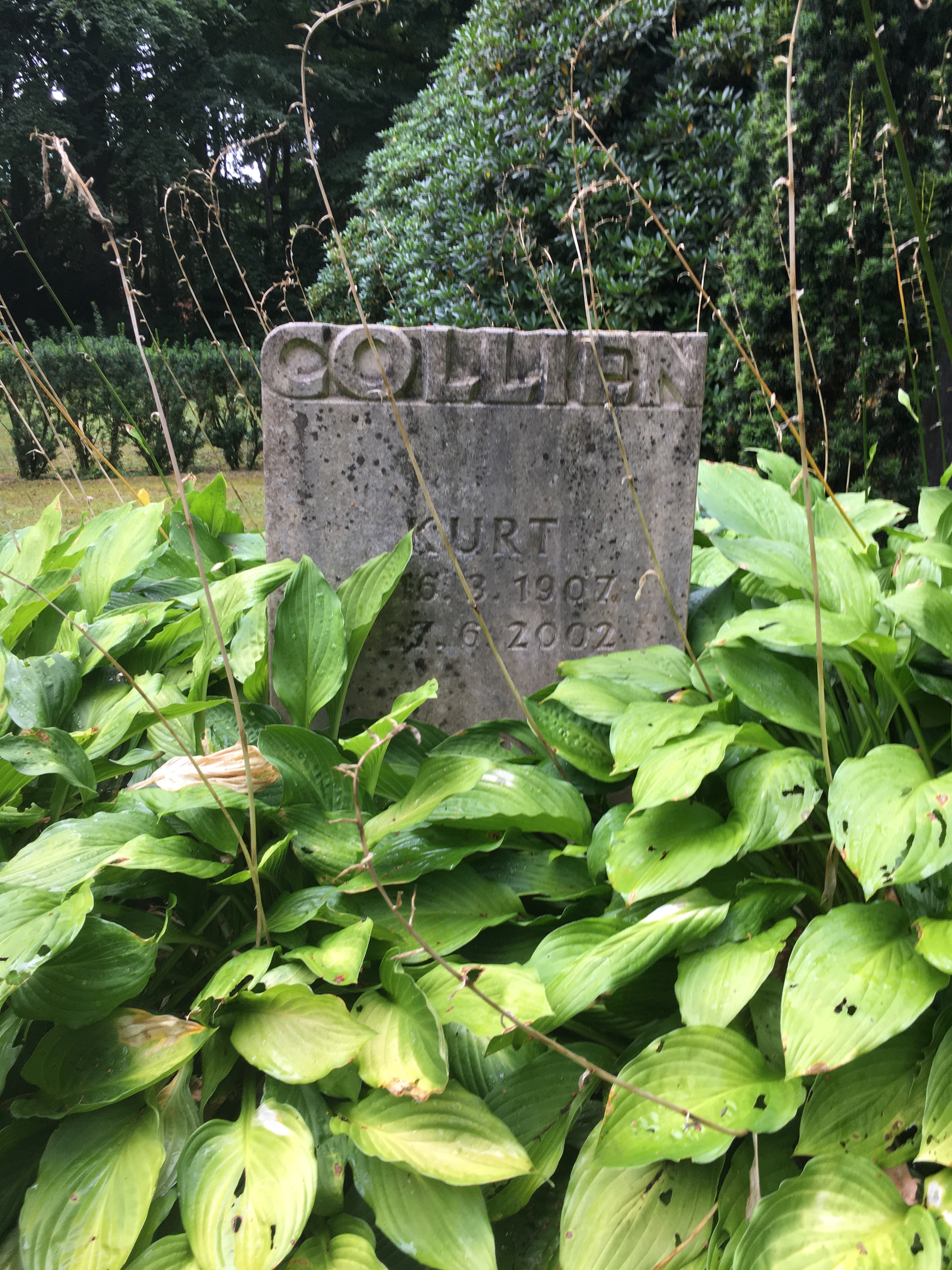
Grabstätte Kurt Collien auf dem Friedhof Ohlsdorf

Kurt Collien erlernte zunächst den Beruf eines Im- und Exportkaufmanns, ehe er 1932 in Hamburg eine Konzertagentur gründete. Kontakte mit jüdischen Agenten führten 1938 zu einem Berufsverbot seitens der Reichsmusikkammer. Als politisch unbelastet eingestuft, erhielt Collien nach dem Ende des Zweiten Weltkriegs eine Lizenz, um seinen Agenturbetrieb weiterführen zu können. Hinzu kamen eine Konzertkasse und eine Musikalienhandlung.
Collien gelang es, zahlreiche Weltstars zu verpflichten, unter anderem Maria Callas und Marlene Dietrich, die Jazzsänger und -musiker Ella Fitzgerald, Oscar Peterson, Lionel Hampton und Duke Ellington oder die Clowns Charlie Rivel und Grock. Für Letzteren gründete er den „Circus Grock“, den er 1954, nach dem letzten Auftritt Grocks, als „Circus Collien“ weiterführte. 1961 leitete Collien für zehn Jahre das Hamburger Operettenhaus am Spielbudenplatz. Unter seiner Ägide fand hier 1968 die deutsche Erstaufführung des Musicals Anatevka mit Shmuel Rodensky als Milchmann Tevje statt, 1971 wurde das skandalumwitterte Musical Oh! Calcutta! gespielt. Bereits 1970 hatte Collien auch die Leitung des benachbarten St. Pauli Theaters übernommen und konnte mit Stücken wie Zitronenjette (mit Henry Vahl in seiner letzten Bühnenrolle) und Der Junge von St. Pauli mit Freddy Quinn als titelgebende Figur Erfolge beim Publikum feiern.
Kurt Collien starb 95-jährig an den Folgen eines Schlaganfalls und wurde auf dem Hamburger Friedhof Ohlsdorf im Planquadrat A 15 beigesetzt.

## Auszeichnungen
- 1967: Bundesverdienstkreuz 1. Klasse
- 1985: Biermann-Ratjen-Medaille